# Leonardo Morosini
Leonardo Morosini (Ponte San Pietro, 13 ottobre 1995) è un calciatore italiano, centrocampista o attaccante del Novara.

## Biografia
Nato nel 1995 a Ponte San Pietro in provincia di Bergamo, ha un fratello maggiore di nome Tommaso, ex calciatore professionista.
Nel 2022 si laurea in scienze motorie discutendo una tesi sulla prevenzione dagli infortuni.

## Caratteristiche tecniche
Gioca prevalentemente come trequartista è dotato di un ottimo controllo di palla, abile tecnicamente e particolarmente bravo negli inserimenti; può adattarsi anche in altri ruoli, giocando da ala sinistra o seconda punta. Sa fornire palloni per i propri compagni, non disdegnando lo spunto personale e la conclusione a rete

## Carriera

### Club

#### Inizio di carriera ed esordio in Serie B
Inizia a giocare a calcio negli esordienti dell'Inter, poi gioca mezza stagione nei Giovanissimi dell'AlbinoLeffe.
Passa nelle giovanili nel Brescia, dove, dopo essere stato inserito in prima squadra dall'allenatore delle rondinelle Ivo Iaconi, debutta il 10 maggio 2014 contro la Reggina, gara terminata poi 1-1.
Il suo primo gol in Serie B arriva il 25 maggio seguente contro la Juve Stabia, gara finita 4-1 per le rondinelle. Il 12 settembre 2015 realizza la sua prima doppietta in Serie B contro la Salernitana.

#### Passaggio al Genoa e prestito ad Avellino
Il 5 gennaio 2017 viene ufficializzato il suo trasferimento a titolo definitivo al Genoa. Il 26 febbraio fa il suo esordio in Serie A subentrando all'89' a Munoz nella partita casalinga pareggiata per 1-1 contro il Bologna. Termina la stagione in Liguria con solo 4 presenze.
Il 18 agosto 2017 fa ritorno in Serie B, ceduto in prestito secco dalla società ligure all'Avellino.
Il 30 settembre seguente, nella partita contro l'Empoli, si infortuna al ginocchio uscendo dal campo. Il giocatore presenta la rottura del legamento crociato, venendo operato nell'ottobre successivo.
Il 29 marzo 2018 ritorna in campo nella gara contro il Parma, subentrando al 56º al posto di Molina.

#### Ritorno al Brescia
Tornato al Genoa, il 26 giugno 2018 torna dopo un anno e mezzo al Brescia a titolo definitivo, legandosi alla squadra lombarda fino al giugno 2022. Dopo le prime 8 giornate colleziona 4 reti, tra cui una doppietta contro il Cittadella il 20 ottobre seguente. Il 1º maggio 2019, con la vittoria per 1-0 in casa contro l'Ascoli, conquista matematicamente la promozione in Serie A.
Nel massimo campionato italiano colleziona 3 presenze prima di venire ceduto nel gennaio 2020.

#### Prestito all'Ascoli e gli anni all’Entella
Il 16 gennaio 2020 viene ceduto in prestito all'Ascoli. Due giorni dopo al debutto, in Trapani-Ascoli 3-1, segna il suo primo gol; colleziona 19 presenze e 6 gol in B contribuendo alla salvezza dei bianconeri.
Tornato al Brescia, nel frattempo retrocesso in B, il 1º ottobre dello stesso anno viene ceduto a titolo definitivo ai pari categoria dell’Entella. Due giorni dopo debutta in Entella-Reggiana 0-2 risultando il migliore in campo della sua squadra con diverse occasioni create, una traversa e un palo. A fine stagione rimane all'Entella nonostante la non esaltante stagione (nessun gol in 24 apparizioni) e la retrocessione in Serie C segnando il suo primo gol in biancoceleste il 15 settembre 2021 in Coppa Italia Serie C 2021-2022 nella vittoria esterna contro il Cesena (1-2). Segna la sua prima doppietta in Serie C il 28 ottobre contro l’Olbia (3-3); in tutto in questa annata colleziona 27 presenze e 7 gol. La stagione seguente rimane fuori per infortunio per diversi mesi ma inizia il 2023 con diverse prestazioni di alto livello segnando 5 gol in un mese tra campionato e semifinale di Coppa Italia Serie C con una doppietta decisiva rifilata alla Fermana; inoltre nel corso di questa stagione supera quota 200 presenze complessive con i club. Al termine dell’annata, condizionata da altri infortuni, lascia l’Entella alla scadenza del contratto dopo aver messo insieme 70 presenze e 12 gol in 3 anni.

#### Carrarese
Il 17 agosto 2023, firma un contratto annuale con la Carrarese, sempre in Serie C. Dopo un inizio di stagione ancora tormentato da un infortunio, il 28 gennaio 2024 segna il suo primo gol con la maglia della Carrarese contro la Torres (5-1). Con la squadra toscana, l'attaccante ottiene la promozione in Serie B, in seguito alla vittoria dei play-off nazionali.

#### Novara
Il 22 luglio 2024 viene ingaggiato a parametro zero dal Novara, sempre in Serie C, con cui firma un contratto biennale. Il 19 ottobre 2024 realizza il suo primo gol con la maglia del Novara contro l'AlbinoLeffe (2-0). Il 25 ottobre 2024 realizza una doppietta nella partita giocata in trasferta sul campo della Giana Erminio (2-2).

### Nazionale
Dal 2015 al 2016, ha fatto parte della Nazionale Under-20.
Nel giugno 2015 viene convocato da Massimo Piscedda alle Universiadi in programma a luglio in Corea del Sud, vinte dagli azzurri 3-0 in finale contro i padroni di casa coreani.
Nell'agosto 2016 viene convocato per la prima volta nella Nazionale Under-21, dal CT. Gigi Di Biagio per un'amichevole contro l'Albania, tuttavia senza mai scendere in campo. Debutta ufficialmente l'11 ottobre seguente nella sfida valida alla qualificazione agli Europei Under-21 2017 contro la Lituania entrando al 78º al posto di Di Francesco.

## Statistiche

### Presenze e reti nei club
Statistiche aggiornate al 31 marzo 2025.
| Stagione              | Squadra               | Campionato            | Campionato | Campionato | Coppe nazionali | Coppe nazionali | Coppe nazionali | Coppe continentali | Coppe continentali | Coppe continentali | Altre coppe | Altre coppe | Altre coppe | Totale | Totale |
| Stagione              | Squadra               | Comp                  | Pres       | Reti       | Comp            | Pres            | Reti            | Comp               | Pres               | Reti               | Comp        | Pres        | Reti        | Pres   | Reti   |
| --------------------- | --------------------- | --------------------- | ---------- | ---------- | --------------- | --------------- | --------------- | ------------------ | ------------------ | ------------------ | ----------- | ----------- | ----------- | ------ | ------ |
| 2013-2014             | Brescia               | B                     | 5          | 1          | CI              | 0               | 0               | -                  | -                  | -                  | -           | -           | -           | 5      | 1      |
| 2014-2015             | Brescia               | B                     | 23         | 1          | CI              | 3               | 0               | -                  | -                  | -                  | -           | -           | -           | 26     | 1      |
| 2015-2016             | Brescia               | B                     | 36         | 8          | CI              | 2               | 0               | -                  | -                  | -                  | -           | -           | -           | 38     | 8      |
| 2016-gen. 2017        | Brescia               | B                     | 13         | 4          | CI              | 1               | 0               | -                  | -                  | -                  | -           | -           | -           | 14     | 4      |
| gen.-giu. 2017        | Genoa                 | A                     | 4          | 0          | CI              | 0               | 0               | -                  | -                  | -                  | -           | -           | -           | 4      | 0      |
| 2017-2018             | Avellino              | B                     | 10         | 3          | CI              | 0               | 0               | -                  | -                  | -                  | -           | -           | -           | 10     | 3      |
| 2018-2019             | Brescia               | B                     | 25         | 4          | CI              | 2               | 0               | -                  | -                  | -                  | -           | -           | -           | 27     | 4      |
| 2019-gen. 2020        | Brescia               | A                     | 3          | 0          | CI              | 0               | 0               | -                  | -                  | -                  | -           | -           | -           | 3      | 0      |
| gen.-giu. 2020        | Ascoli                | B                     | 19         | 6          | CI              | -               | -               | -                  | -                  | -                  | -           | -           | -           | 19     | 6      |
| ago-set. 2020         | Brescia               | B                     | 1          | 0          | CI              | 0               | 0               | -                  | -                  | -                  | -           | -           | -           | 1      | 0      |
| Totale Brescia        | Totale Brescia        | Totale Brescia        | 106        | 18         |                 | 8               | 0               |                    | -                  | -                  |             | -           | -           | 114    | 18     |
| ott. 2020-2021        | Virtus Entella        | B                     | 23         | 0          | CI              | 1               | 0               | -                  | -                  | -                  | -           | -           | -           | 24     | 0      |
| 2021-2022             | Virtus Entella        | C                     | 21+4       | 6          | CI-C            | 2               | 1               | -                  | -                  | -                  | -           | -           | -           | 27     | 7      |
| 2022-2023             | Virtus Entella        | C                     | 17         | 4          | CI-C            | 2               | 1               | -                  | -                  | -                  | -           | -           | -           | 19     | 5      |
| Totale Virtus Entella | Totale Virtus Entella | Totale Virtus Entella | 61+4       | 10         |                 | 5               | 2               |                    | -                  | -                  |             | -           | -           | 70     | 12     |
| 2023-2024             | Carrarese             | C                     | 19         | 2          | CI-C            | 1               | 0               | -                  | -                  | -                  | -           | -           | -           | 20     | 2      |
| 2024-2025             | Novara                | C                     | 28         | 6          | CI-C            | 2               | 0               | -                  | -                  | -                  | -           | -           | -           | 30     | 6      |
| Totale Carriera       | Totale Carriera       | Totale Carriera       | 251        | 45         |                 | 16              | 2               |                    | -                  | -                  |             | -           | -           | 267    | 47     |

### Cronologia presenze e reti in nazionale
| Cronologia completa delle presenze e delle reti in nazionale ― Italia under 21 | Cronologia completa delle presenze e delle reti in nazionale ― Italia under 21 | Cronologia completa delle presenze e delle reti in nazionale ― Italia under 21 | Cronologia completa delle presenze e delle reti in nazionale ― Italia under 21 | Cronologia completa delle presenze e delle reti in nazionale ― Italia under 21 | Cronologia completa delle presenze e delle reti in nazionale ― Italia under 21 | Cronologia completa delle presenze e delle reti in nazionale ― Italia under 21 | Cronologia completa delle presenze e delle reti in nazionale ― Italia under 21 |
| Data                                                                           | Città                                                                          | In casa                                                                        | Risultato                                                                      | Ospiti                                                                         | Competizione                                                                   | Reti                                                                           | Note                                                                           |
| ------------------------------------------------------------------------------ | ------------------------------------------------------------------------------ | ------------------------------------------------------------------------------ | ------------------------------------------------------------------------------ | ------------------------------------------------------------------------------ | ------------------------------------------------------------------------------ | ------------------------------------------------------------------------------ | ------------------------------------------------------------------------------ |
| 11-10-2016                                                                     | Kaunas                                                                         | Lituania under 21                                                              | 0 – 0                                                                          | Italia under 21                                                                | Qual. Europeo Under-21 2017                                                    | -                                                                              | 78’                                                                            |
| Totale                                                                         |                                                                                | Presenze                                                                       | 1                                                                              |                                                                                | Reti                                                                           | 0                                                                              |                                                                                |

## Palmarès

### Club
- Campionato italiano di Serie B: 1

Brescia: 2018-2019

### Nazionale
- Universiade: 1

2015

### Individuale
- Gran Galà del calcio AIC: 1

Miglior giovane della Serie B: 2016